# Ga Nhà ga 2 sân bay Quốc tế Incheon
Ga nhà ga 2 sân bay quốc tế Incheon (Tiếng Hàn: 인천공항2터미널역, Tiếng Anh: Incheon International Airport Terminal 2 station, Hanja:仁川空港2터미널驛) là ga đường sắt của Đường sắt Sân bay nằm ở Unseo-dong, Jung-gu, Incheon.

## Bố trí ga
| ↑ Nhà ga 1 sân bay Quốc tế Incheon |
| １ \| ２３ \| ４５ \|              |
| Bắt thúc·Kết thúc                  |

| １ | ● Đường sắt sân bay Quốc tế Incheon | ← Hướng đi Nhà ga 1 sân bay Quốc tế Incheon · Seoul                         |
| ２ | ● Đường sắt sân bay Quốc tế Incheon | ← Hướng đi Nhà ga 1 sân bay Quốc tế Incheon · Sân bay Quốc tế Gimpo · Seoul |
| ３ | ● Đường sắt sân bay Quốc tế Incheon | Kết thúc tại ga này                                                         |
| ４ | Nền tảng KTX (hiện đã bị bãi bỏ)    | Nền tảng KTX (hiện đã bị bãi bỏ)                                            |
| ５ | Nền tảng KTX (hiện đã bị bãi bỏ)    | Nền tảng KTX (hiện đã bị bãi bỏ)                                            |